# Norrtjärnen (Hälsingtuna socken, Hälsingland)
Norrtjärnen är en sjö i Hudiksvalls kommun i Hälsingland och ingår i Harmångersån-Delångersåns kustområde. Sjön har en area på 0,107 kvadratkilometer och ligger 115,1 meter över havet. Sjön avvattnas av vattendraget Sunnanån.

## Delavrinningsområde
Norrtjärnen ingår i det delavrinningsområde (685705-156719) som SMHI kallar för Ovan 685583-156828. Medelhöjden är 105 meter över havet och ytan är 3,03 kvadratkilometer. Det finns inga avrinningsområden uppströms utan avrinningsområdet är högsta punkten. Sunnanån som avvattnar avrinningsområdet har biflödesordning 2, vilket innebär att vattnet flödar genom totalt 2 vattendrag innan det når havet efter 17 kilometer. Avrinningsområdet består mestadels av skog (90 procent). Avrinningsområdet har 0,11 kvadratkilometer vattenytor vilket ger det en sjöprocent på 3,6 procent.